# Erotissimo
Pour plus de détails, voir Fiche technique et Distribution.
Erotissimo est un film franco-italien de Gérard Pirès sorti en 1969. Il fut présenté en avant-première au Festival International du Film de Berlin .

## Synopsis
Annie mène avec son mari Philippe une existence conjugale paisible. Un jour, un article de presse l'amène à se poser la question : « Est-elle à la hauteur ? ». Il y est dit que l'épouse moderne doit être érotique. Annie s'interroge, d'autant que Philippe est préoccupé par le contrôle fiscal des comptes de son entreprise et semble distant. Elle va tout mettre en œuvre pour devenir l'épouse sexy tant vantée par la presse...

## Fiche technique
- Titre : Erotissimo
- Réalisation : Gérard Pirès
- Scénario : Nicole de Buron, Gérard Pirès et Pierre Sisser
- Production : Pierre Braunberger pour les Films de la Pléiade et Kinesis Films
- Musique : Michel Polnareff et William Sheller[1]
- Assistants réalisateur : Jean Couturier, Charles Nemes, Claude Grinberg
- Chanson La femme faux-cils de Michel Polnareff et Jean-Loup Dabadie
- Photographie : Roland Dantigny, Daniel Gaudry et Jean-Marc Ripert
- Montage : Anne Baronnet, Frédéric de Chateaubriant et Françoise Garnault
- Genre : Comédie
- Durée : 84 minutes
- Date de sortie : 6 juin 1969
- Affiche réalisée par Georges Wolinski

## Distribution
- Annie Girardot : Annie
- Jean Yanne : Philippe, le mari d'Annie
- Francis Blanche : Monsieur Butor, le polyvalent
- Dominique Maurin : Bernard, le jeune frère d'Annie
- Rufus : le comptable de Philippe
- Venantino Venantini : Sylvio
- Uta Taeger : Jeanne, la bonne
- Louisa Colpeyn : la mère d'Annie
- Erna Schürer : Sylvie, la petite amie de Bernard
- Jacques Martin : le vendeur
- Nicole Croisille : Florence
- Jacques Higelin : Bob
- Daniel Prévost : le démarcheur dessinateur
- Serge Gainsbourg : l'individu dragueur au cinéma
- Jacques Balutin : le chauffeur du taxi
- Anne-Marie Peysson : la femme qui lit La Croix
- Didi Perego : Chantal
- Pierre Grimblat : le publicitaire
- Fabrice : le 1er speaker à RT2 (au générique : Bernard Fabrice)
- Patrick Topaloff : le 2e speaker à RT2
- Georges Bever
- Jeanne Herviale
- Jacques Seiler : le militaire féministe
- Yves Gabrielli
- Claude de Givray
- Jean Roquel
- Robert Benayoun : Mario
- Henry Chapier : l'invité sur le bateau-mouche
- Robert Benoit : Olaf dans le film Nymphomania, ma sœur (non crédité)
- Denise Bolland : Ingrid dans le film Nymphomania, ma sœur (non créditée)

## Autour du film
Dans le film est montrée une salle de cinéma projetant Nymphomania, ma sœur, film fictif qui, par son scénario autour d'un amour incestueux et sa nationalité suédoise, fait écho à Ma sœur, mon amour, film réalisé par Vilgot Sjöman en 1966.
La chanson interprétée par Annie Girardot, la femme aux faux-cils, est de Michel Polnareff et Jean-Loup Dabadie